# Дедачов
Дедачов (словац. Dedačov) — село и одноимённая община в районе Гуменне Прешовского края Словакии. В письменных источниках начинает упоминаться с 1543 года.

## География
Село расположено в юго-восточной части края, в южной части Низких Бескид, в долине одного из левых притоков реки Лаборец, при автодороге 3842. Абсолютная высота — 211 метров над уровнем моря. Площадь муниципалитета составляет 5,75 км².

## Население
| Год:                | 1994 | 2004    | 2014    | 2024    |
| ------------------- | ---- | ------- | ------- | ------- |
| Количество человек: | 159  | 174     | 171     | 156     |
| Разница:            |      | +9,43 % | −1,72 % | −8,77 % |

По данным последней официальной переписи 2011 года, численность населения Дедачова составляла 169 человек.